# باشگاه فوتبال مالدون و تیپتری
باشگاه فوتبال مالدون و تیپتری (به انگلیسی: Maldon & Tiptree Football Club) یک باشگاه فوتبال در شهر مالدون، اسکس، کشور انگلستان است که در سال ۱۹۴۶ میلادی تأسیس شده‌است.